# 食卓 (クルアーン)
『食卓』とは、クルアーンにおける第5番目の章（スーラ）。120の節（アーヤ）から成る。
第2節で食べることが許されない肉についての記述があり、豚肉をはじめイスラム教徒の方法に拠らずに屠畜された肉などを禁忌としている。ただ飢えに迫られるなどしてやむ無く食した場合には主の慈悲があると節末で記述されている。また第90節には酒や博打・偶像と賭け矢について、「卑しい悪魔の行為」と書いてあるという解釈がある。